# 로 피에라역
로 피에라 역(이탈리아어: Rho Fiera)은 이탈리아 롬바르디아주의 페로에 있는 밀라노 지하철 1호선의 역이다. 피에라밀라노 박람회 센터까지 운행하기 위하여 2005년 12월 19일에 문을 열었으며, 현재 1호선의 서쪽 종착역이다. 밀라노 지하철에서 가장 서쪽에 위치한 역이기도 하다.
이 역은 밀라노 시외에 위치해 있기 때문에 추가 요금이 붙게 된다. 로 피에라 역의 통로를 통해 박람회장을 방문하고자 하는, 밀라노에서부터 여행하는 승객들을 위한 특별 승차권도 있다. 편도권과 왕복권 두 종류가 있다.

## 시설

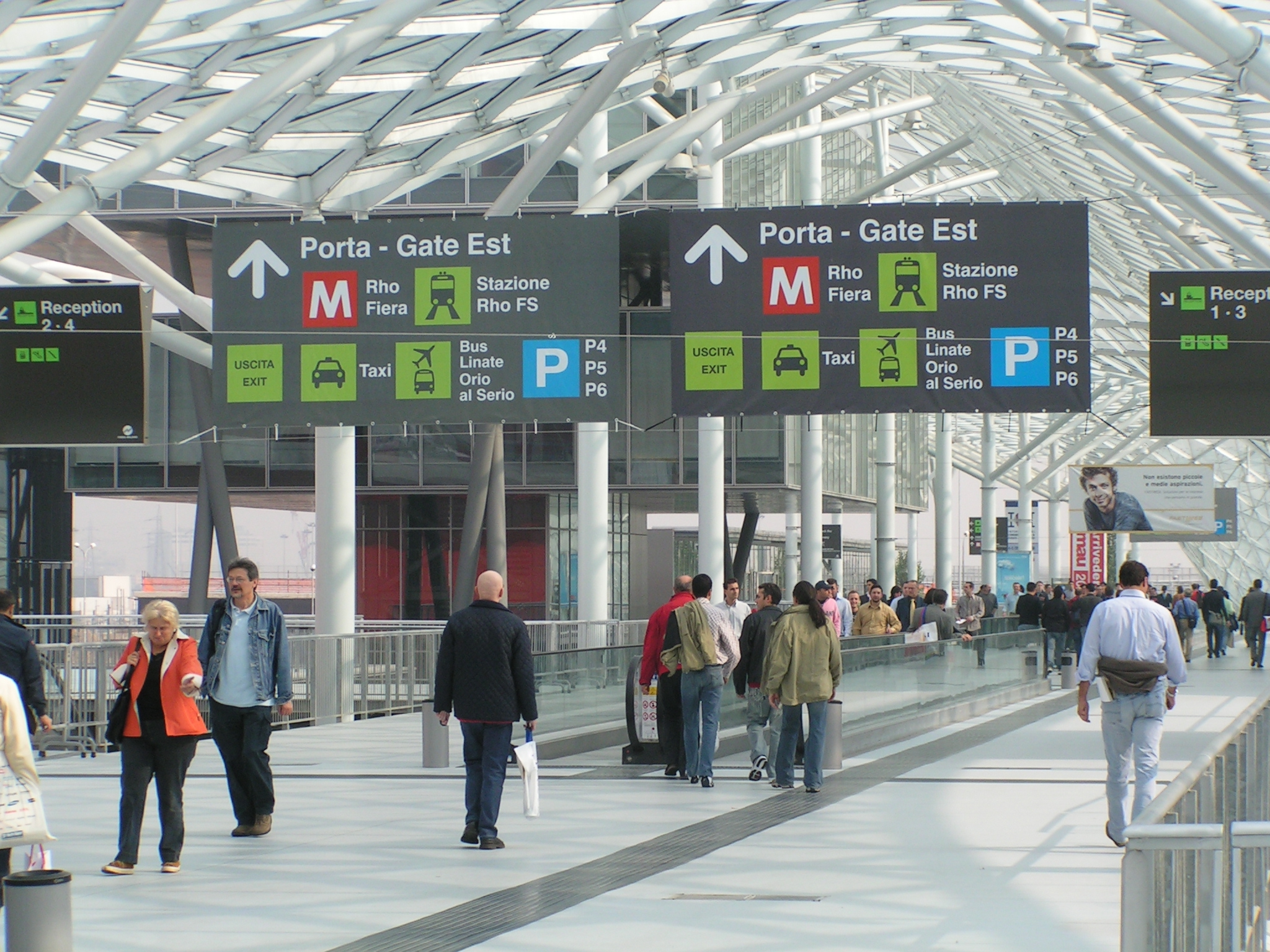
지하철 역 및 다른 종류의 교통수단의 출구가 피에라밀라노의 동쪽 게이트와 연결되어 있다.

이 역에는 다음과 같은 시설이 있다.
- 장애인 승객을 위한 접근 시설
- 엘레베이터
- 에스컬레이터
- 승차권 자동 판매기
- 역 감시카메라

## 같이 보기
- 로 피에라 밀라노 철도역